# 하일랜더 (고양이)
하일랜더(Highlander) 또는 하일랜더 쇼트헤어는 집고양이의 새로운 품종이다. 하일랜더의 독특한 외관은 최근 개발된 사막 링스와 정글 컬 품종 사이의 인위적인 교배에서 비롯된다. 비록 이 고양이들 둘 다 야생종 혈통에서 유래하지만, 둘 다 완전히 집에서 기르는 고양이인 것으로 밝혀졌다.

## 설명
하일랜더는 사막 링스 품종과 정글 컬의 교배종으로 시작되었는데, 후자의 곱슬곱슬한 귀를 전자에 추가하기 위해서였다. 짧은 꼬리를 갖고 있으며, 반점 또는 전형적인 밥캣과 유사하다. 하일랜더는 긴 경사진 이마와 매우 넓은 코를 가진 뭉툭한 주둥이를 가지고 있다. 눈은 넓고, 귀는 곧게 서 있으며, 약간 컬이 있고 뒤로 약간 돌아간다.
일부는 다지증을 가지고 있지만, 이것은 고양이에게 바람직한 특성이 아니며 고양이가 나이가 들면서 무릎과 엉덩이에 건강 문제를 일으키는 것으로 입증되었다. 하일랜더는 알려진 건강상의 문제가 없고 물을 좋아한다. 몸은 매우 근육질이다. 암컷은 10~14파운드, 수컷은 15~20파운드까지 자랄 수 있다. "큰 고양이"임에도 불구하고, 하일랜더는 인간 지향적이고 친근하며 장난기 많은 고양이이며, 매우 활동적이고 자신감 넘친다. 하일랜더는 다양한 색을 가진다. 다만, 이색 고양이는 품종 표준에서 허용되지 않는다. 일부 고양이들은 다지증이지만, 표준의 일부가 아니며 쇼링에서 실격이다.

## 역사
이 품종의 개발은 2004년 "큰 고양이"에 중점을 두어 만들려는 의도에서 시작되었다. 2005년, 하일랜더라는 이름이 정착되었고, 사육업자들은 TICA에서 챔피언십 지위를 얻기 위해 노력하면서 품종과 품종을 정의하는 데 주력했다. 이 품종을 개발하는 데 사용된 고양이들은 기존의 어떤 인정된 품종이 아닌 도메스틱 유전자 중에서 신중하게 선택되었다. 귀는 하일랜더의 주요 특징이다. TICA는 2008년 5월 1일부터 시작되는 예비 신품종 클래스에서 하일랜더를 선발했다. 2015년 하일랜더는 어드밴스드 뉴 브리드로 승격하였다. 하일랜드 링스는 현재 다른 품종과의 교배 때문에 이 품종의 일부로 간주되지 않는다.ICA는 하일랜더를 HGS(Highlander Shorthair)와 HG(Highlander)라는 이름으로 두 가지 품종으로 나눈다.  TICA는 하일랜더를 HGS(Highlander Shorthair)와 HG(Highlander)라는 이름으로 두 가지 품종으로 나눈다.

## 이미지

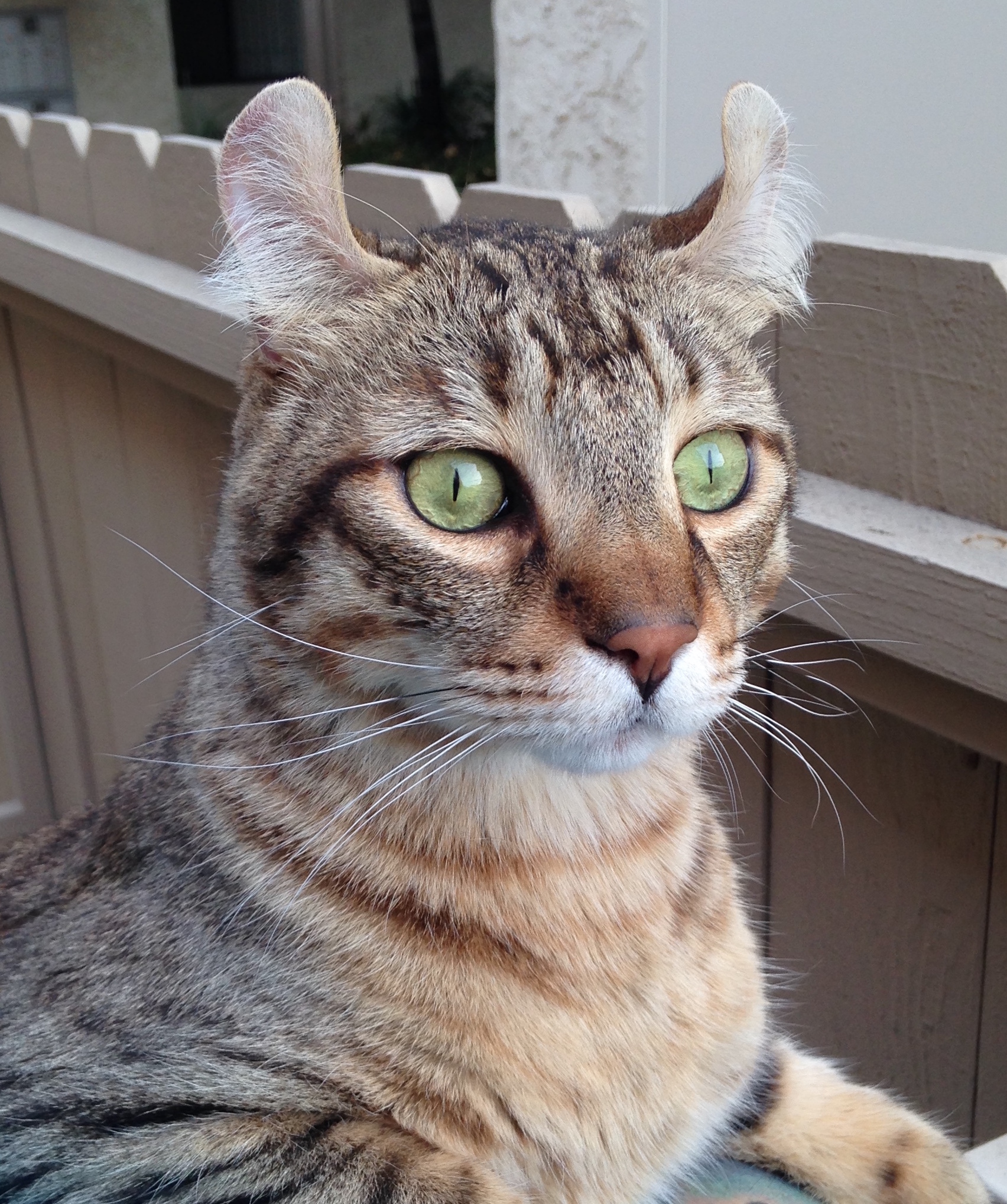
하일랜더 얼굴 근접 사진. 귀가 곱슬곱슬하고 얼굴 특징이 뚜렷하다.
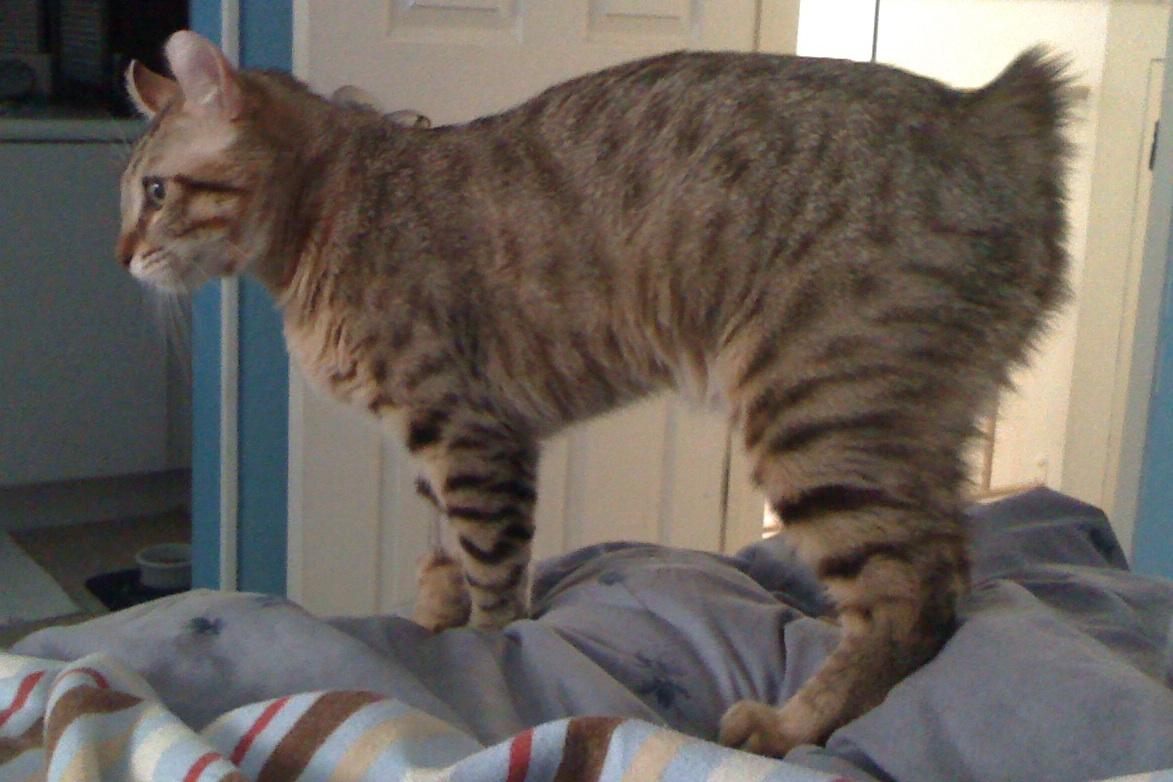
범무늬 및 밥테일.
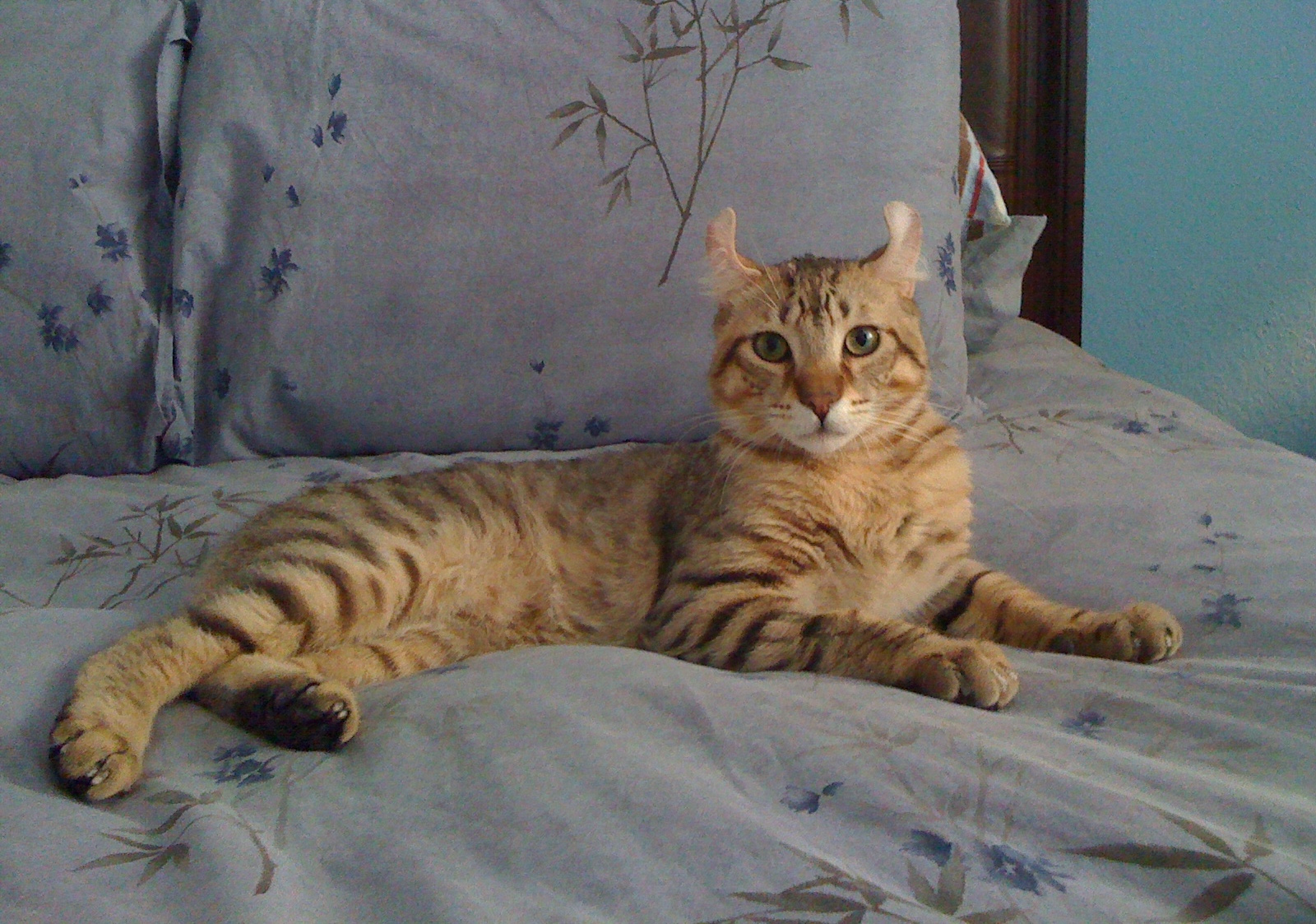
수컷 하일랜더 고양이.
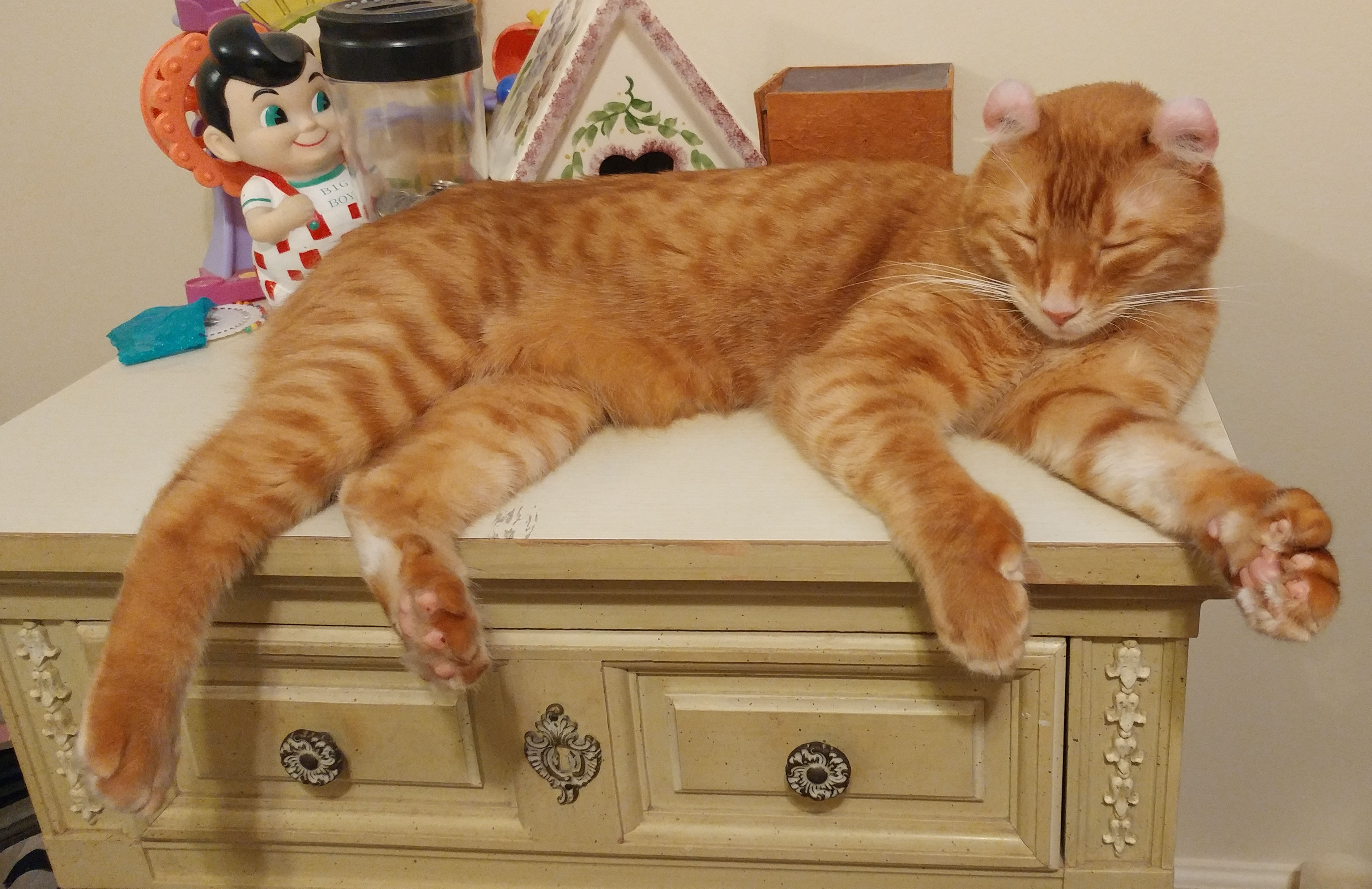
다지증을 갖고 있는 하일랜드 고양이.
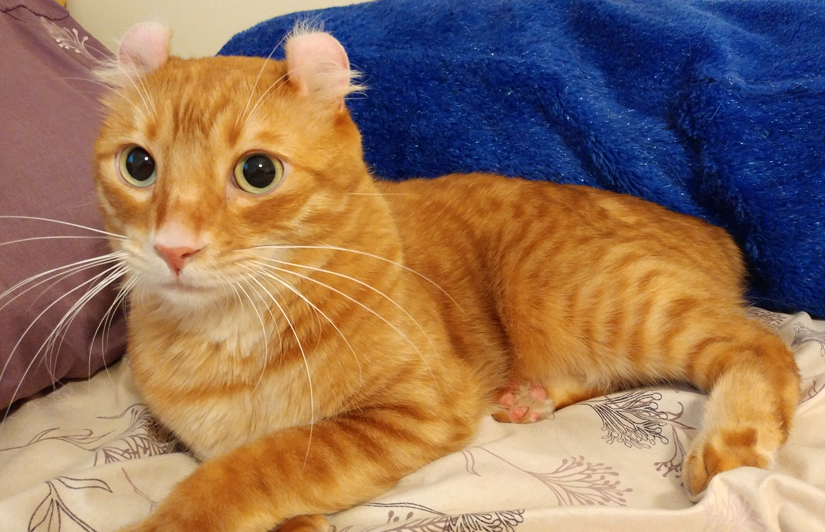
눈과 긴 수염.
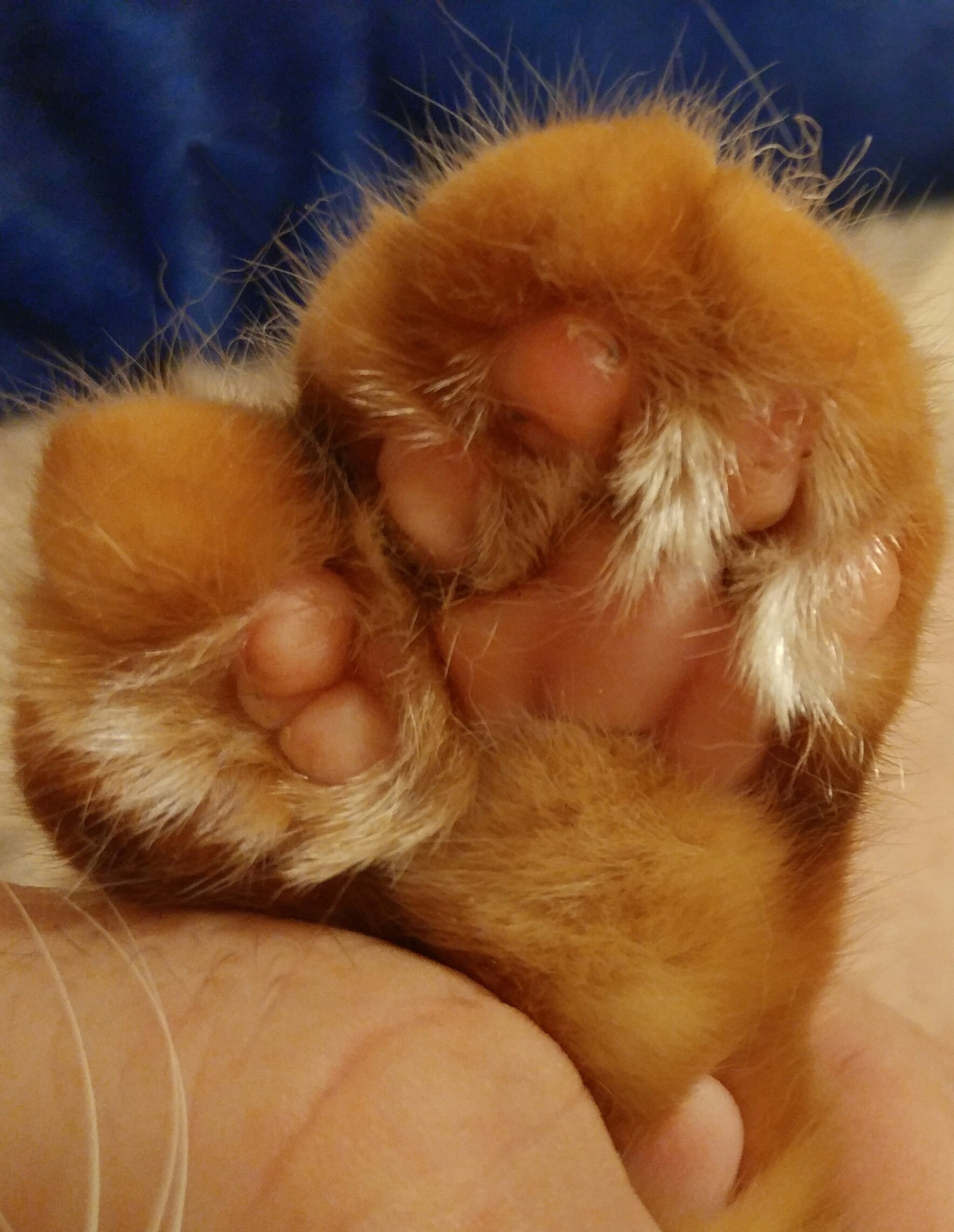
일부 하일랜더 고양이에서 발생하는 다지증 발 근접 사진.
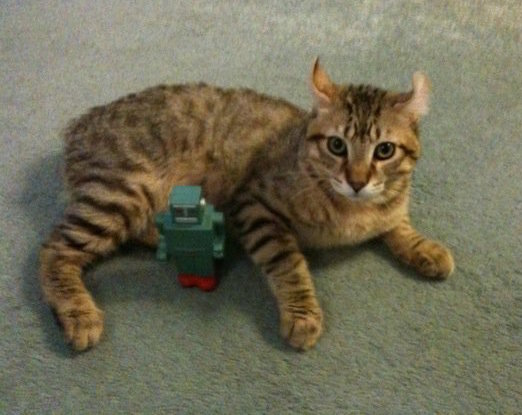
새끼 하일랜더 고양이.
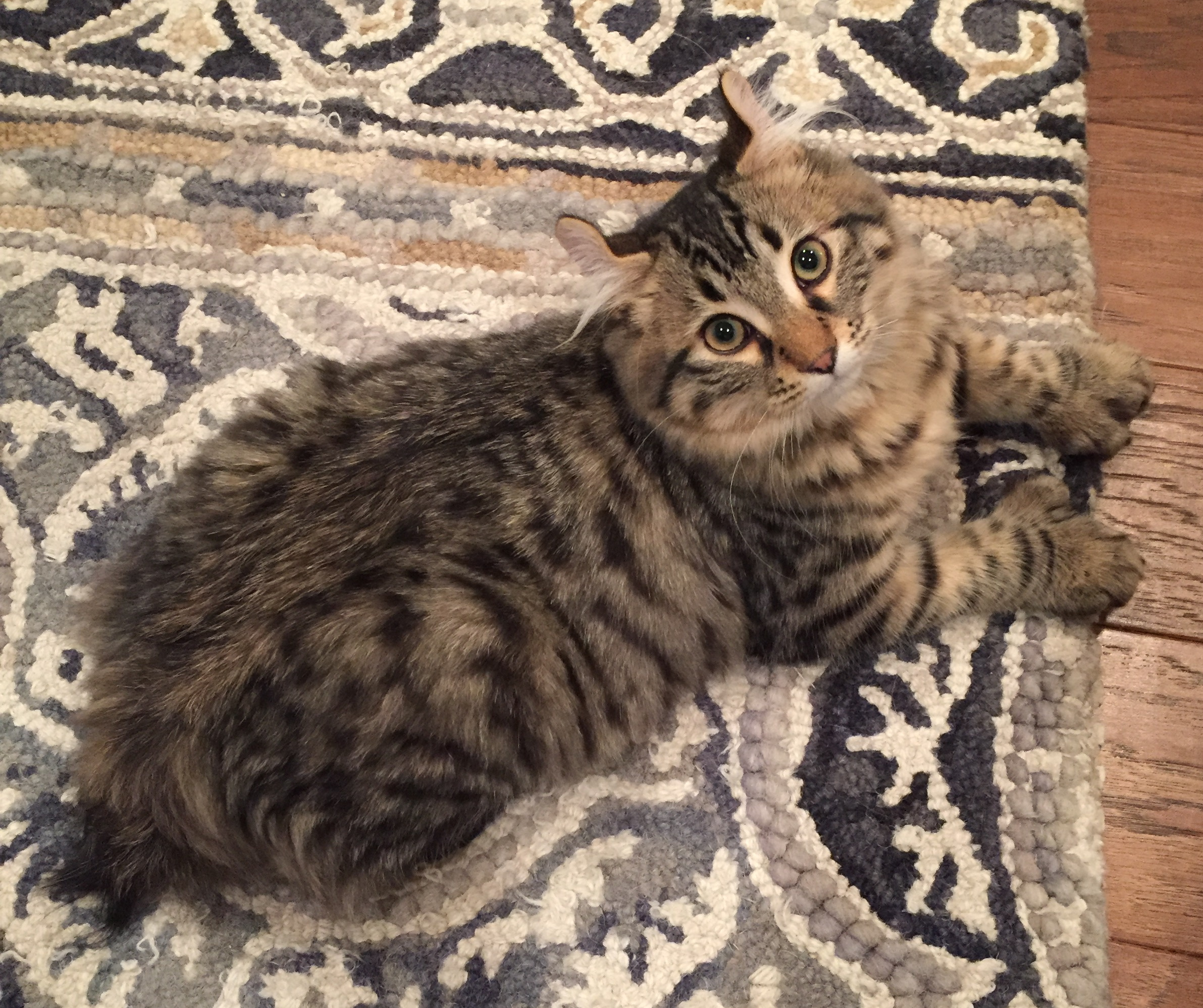
4개월 된 하일랜더 고양이. 다지증을 가진다.